# 国際連合安全保障理事会決議3
国連安全保障理事会決議3（こくさいれんごうあんぜんほしょうりじかいけつぎ3、英: United Nations Security Council Resolution 3, UNSCR3）は、1946年4月4日に国際連合安全保障理事会で採択された決議。ソビエト連邦のイラン撤兵に関して国連としての意向を定めた。

## 概要
安保理は、イラン進駐の翌年にあたる1942年1月29日の三者協議（Tri-partie Treaty）において連合国代表と当時のパフレヴィー朝のシャーであったレザー・シャー・パフラヴィーの間で規定がなされた撤退期限（第5条は連合軍のイラン撤収を「休戦後6ヶ月以内」としていた）を超過してもソビエト連邦の部隊がイラン国内に駐留しているとの安全保障理事会に対するイラン代表による声明や、両国間の交渉の状態及びソビエト連邦の撤退が他の問題に関わる協定を条件としているか否かに関する情報を得るために事務総長の要請に従い提出された両国からの4月3日付回答に留意しながらも、駐留するソ連軍（1946年イラン危機）を参照）の撤収が既に開始されており、可能な限り迅速に撤退することが同国の意図である一方で三者会談で定める期限には間に合わないことを認め、ソ連ができるだけ早く撤収するよう要請し、いかなる加盟国にもこのプロセスを遅らせることのないよう求めた。同軍の撤収が脅かされるような事態が発生した場合には、安全保障理事会からの情報提供が求められた。
上記に関して事務総長はソビエト連邦部隊のイランからの撤退を妨害またはその恐れがあるとの報告がなされた場合に、ソビエト連邦の確認の下理事会に対処すべき第一議題として注意を喚起することも定められた。
またソ連軍の駐留がイランとソ連間の政府間交渉の行方に影響を与えないよう注意を払いながら、ソ連の撤退の遅延が避けられないことを受けて議事進行を5月6日まで延期し、同日までにソビエト連邦政府及びイラン政府はイラン全土からのソビエト連邦部隊の撤退完了に関して安全保障理事会に報告すること並びにもしあればさらなるイランの要請を検討することを決定した。
決議は9票の賛成で採択されたものの、オーストラリアは棄権し、ソ連は欠席した。反対票はなし。
1941年のイラン進駐ののち、ソ連はイラン北西部からの撤兵を拒んだうえ、1945年末にイラン領アゼルバイジャンのアゼルバイジャン国民政府とクルド人民共和国という親ソビエト国家設立の反乱を支援していた。この翌月ソ連は撤兵を完了し、両共和国はすぐに倒され、ソ連と2国が結んで契約された石油採掘権は取り消された。

## 詳細
以下はその和訳。
安全保障理事会は、
イランの代表が、イランへのソ連軍の駐留と、1942年1月29日の三国同盟条約に定められた撤退日を超えて駐留を続けていることに起因すると述べたことに留意し、
両政府間の交渉状況およびイランからのソ連軍の撤退が他の課題についての合意を条件としているかどうかについての情報を求める事務総長の要請に応じたソ連社会主義共和国連邦政府およびイラン政府からの4月3日付けの回答に留意し、
特に、イランからのソ連軍の撤退がすでに開始されていること、ソ連政府は可能な限り迅速に軍の撤退を進める意向であること、ソ連政府はイラン全域からの全ソ連軍の撤退が5、6週間以内に完了することを期待していること、イラン政府とソ連政府間で交渉中の提案は「ソ連軍の撤退とは無関係である」というソ連政府の確約に留意し、
イランにおけるソ連軍の存在がイラン政府とソ連政府の間の交渉の経過に影響を及ぼすために利用される可能性を回避することを案じて、
イラン全域からの全ソ連軍の撤退が、ソ連政府が撤退を完了する意向を表明した期間よりも大幅に短い期間では完了しないことを認識し、
イランの上訴に関するさらなる手続きを5月6日まで延期することを決議する。その際、ソ連政府およびイラン政府は、イラン全域からの全ソ連軍の撤退が完了したかどうかを理事会に報告し、その時点で、イランの上訴に関するさらなる手続きが必要な場合には、理事会はそれを検討するものとする。
ただしその間に、ソ連政府、イラン政府または安全保障理事会のいずれかの理事国が、ソ連の安保理に対する確約に従って、ソ連軍のイランからの迅速な撤退を遅らせるかまたはその恐れのある進展を事務総長に報告した場合、事務総長は直ちにその報告に注意を喚起し、これを理事国の第一議題として審議しなければならないものとする。